# Polystachya biteaui
Espèce
Synonymes
- Unguiculabia biteaui (P.J.Cribb, la Croix & Stévart) Szlach. & Mytnik[1]

Polystachya biteaui est une espèce de plantes à fleurs de la famille des Orchidaceae et du genre Polystachya. C'est une orchidée endémique de l'île de São Tomé.

## Étymologie
Son épithète spécifique biteaui rend hommage à Jean-Philippe Biteau, spécialiste des Orchidées du Gabon.